# Söğütalan, Kırkağaç
Söğütalan là một xã thuộc huyện Kırkağaç, tỉnh Manisa, Thổ Nhĩ Kỳ. Dân số thời điểm năm 2011 là 298 người.